# Nisídes Paximádia
Nisídes Paximádia är öar i Grekland.   De ligger i regionen Kreta, i den sydöstra delen av landet, 300 km söder om huvudstaden Aten.